# Melanie Peres

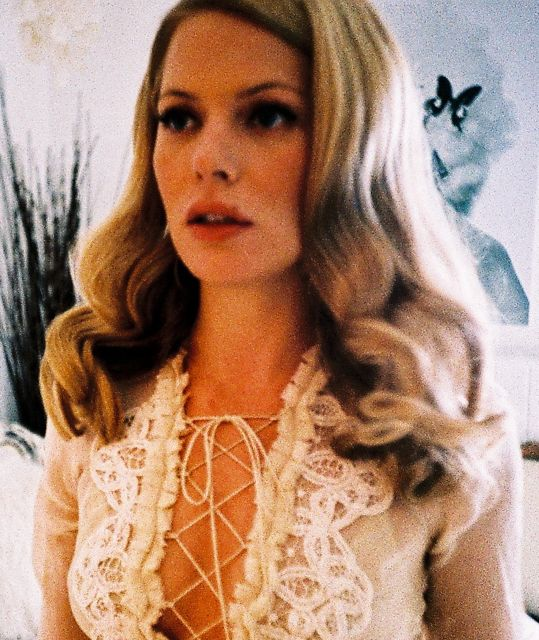
Melanie Peres

Melanie Peres (hebräisch מלאני פרס; * 1. Dezember 1971 in Berlin als Melanie Mariam Thanee Frasch (hebräisch מלאני מרים תאני פראש)) ist eine deutsch-israelische Schauspielerin, Sängerin und Model.

## Leben
Melanies Eltern waren Hippies, ein deutscher Vater und eine israelische Mutter. Sie lebte bei ihrem Vater und wanderte schließlich im Alter von 15 Jahren mit ihrer Mutter nach Israel aus. Sie beschrieb den Umzug von Berlin nach Nazareth-Illit als sehr traumatisch, da sie kein Hebräisch sprach und die örtliche Mentalität nicht verstand. Mit 16 Jahren besuchte sie ein örtliches Gymnasium, verließ dieses aufgrund sprachlicher Schwierigkeiten jedoch bald wieder. Anschließend ging sie nach Tel Aviv, wo sie als Putzfrau arbeitete, bevor sie 1989 begann als Model zu arbeiten. Sie zierte das Cover einer Ausgabe des Magazins La-Isha und nahm am israelischen Schönheitswettbewerb „Face of the 80s“ teil, den sie nicht gewann, wodurch sie letztlich aber doch bekannt wurde. Bis 1997 reiste sie als Model durch die Welt. 1998 begann sie ihre professionelle Gesangskarriere mit einem Duett mit Yahli Sobol. Seit 2000 arbeitet sie auch als Schauspielerin, jedoch meistens als Nebendarstellerin in Filmen und diversen TV-Serien. In Eitan Zurs Debütfilm Hitparzut X (auch bekannt als Naomi), nach dem Bestseller von Schriftstellerin und Theaterregisseurin Edna Mazia, hatte sie einen Durchbruch in der Hauptrolle als Naomi. Naomi wurde für die 67. Internationalen Filmfestspielen von Venedig (2010) in der Kategorie 25th Critiques Week ausgesucht.

## Filmografie (Auswahl)
- 2000: Ha-Burganim (Die Bourgeoisie), Fernsehserie, eine Folge.
- 2001: Abbaleh
- 2004: Die syrische Braut (Ha-Kala Ha-Surit)
- 2010: Hitpartzut X